# NGC 2984
NGC 2984 é uma galáxia lenticular (S0) localizada na direcção da constelação de Leo. Possui uma declinação de +11° 03' 41" e uma ascensão recta de 9 horas, 43 minutos e 40,3 segundos.
A galáxia NGC 2984 foi descoberta em 15 de Março de 1784 por William Herschel.